# Richard Luke Concanen
Richard Luke Concanen, né le 27 décembre 1747 dans le comté de Galway (royaume d'Irlande) et mort le 19 juin 1810 à Naples (royaume de Naples), est un prélat catholique irlandais. Il est le premier évêque de New York de 1808 à 1810. Empêché de quitter l'Europe, il ne prit jamais possession de son diocèse.

## Biographie
Richard Luke Concanen naît en 1747 à Kilbegnet dans le comté de Galway, en Irlande. Il est un descendant de la dynastie d'Uí Díarmata (en).
Concanen termine ses études de théologie à Naples à l'âge de 17 ans,,. Il est ordonné prêtre dominicain le 22 décembre 1770 en la basilique du Latran. Il est ensuite professeur puis prieur au couvent Saint-Clément de Rome, bibliothécaire de la basilique de la Minerve et secrétaire de la province dominicaine de Grande-Bretagne, ainsi qu'agent des évêques irlandais,. En plus de parler l'italien couramment, Concanen maîtrise le gaélique irlandais, l'anglais, le latin, le français et l'allemand.
En 1798, il est nommé évêque de Kilfenora et administrateur apostolique de Kilmacduagh (en) par le pape Pie VI, mais il décline cette nomination en raison de problèmes de santé. Concanen est un ami de l'évêque de Baltimore John Carroll. Intéressé par les missions en Amérique, Concanen permet au père Edward Fenwick de quitter l'Angleterre pour fonder une province dominicaine en Amérique. Concanen fait d'importantes donations au prieuré Sainte-Rose en actuel Kentucky et fait don de sa bibliothèque à l'établissement.
Le 8 avril 1808, Concanen est nommé évêque du diocèse de New York nouvellement créé par le pape Pie VII. Il est consacré par le cardinal Michele di Pietro le 24 avril suivant en présence des archevêques Tommaso Arezzo et Benedetto Sinibaldi. Toutefois, Concanen ne foule jamais le sol américain : en raison des embargos imposés durant les guerres napoléoniennes, il ne peut quitter le port de Naples et est fait prisonnier par les forces françaises en possession de la ville. Etant donné l'urgence de la situation et les besoins pastoraux l’évêque de Baltimore, John Carroll nomma Antoine Kohlmann administrateur apostolique du nouveau diocèse de New York.  
Concanen meurt à Naples en 1810 à l'âge de 62 ans. Il est inhumé en l'église San Domenico Maggiore.